# Dobrovského lípa
Dobrovského lípa nebo též Poleňská lípa - Dobrovského je památný strom ve vsi Poleň, severozápadně od Klatov. Lípa velkolistá (Tilia platyphyllos) roste na návsi vedle severní stěny kostela Všech Svatých, v nadmořské výšce 450 m.

## Základní údaje
- název: Dobrovského lípa[2][3], Poleňská lípa - Dobrovského[1][4]
- výška: 25 m (1977)[4], 24 m (2003, AOPK), 27 m (2004, AOPK)
- obvod: 356 cm (1977)[4], 385 cm (2003, AOPK), 374 cm (2004, AOPK), 385 cm (2011, AOPK)
- věk: 250 let (1977)[4], 280 let (2009, AOPK)
- sanace: 1997, 2006, 2009(?)

## Stav stromu a údržba
Kmen lípy má trhlinu s obnaženým dřevem a s výletovými otvory hmyzu, úžlabí je zastřešené, koruna ve spodních částech prosychá. Lípa je chráněna od roku 1978 pro svůj vzrůst, věk a historickou hodnotu. Roku 1997 byl proveden zdravotní a bezpečností řez, nainstalována vazba a tři ochranné stříšky, v roce 2006 došlo na revizi vazby a zdravotní, redukční a bezpečností řez.

## Stromy v okolí
- Dub v Lučici
- Dobrovského dub
- Drslavický klen
- Lípa v Bažantnické aleji
- Pušperský dub